# Bananal
Bananal là một đô thị ở bang São Paulo, của Brasil. Dân số năm 2003 là 9.910 người, diện tích là 618,7 km², mật độ dân số là 16,02 người/km².

## Thông tin nhân khẩu
Dữ liệu dân số theo điều tra dân số năm 2000
Tổng dân số: 9.713
- Dân số thành thị: 7.187
- Dân số nông thôn: 2.526
- Nam giới: 4.819
- Nữ giới: 4.894

Mật độ dân số (người/km²): 15,70
Tỷ lệ tử vong trẻ sơ sinh dưới 1 tuổi (trên một triệu người): 24,66
Tuổi thọ bình quân (tuổi): 67,10
Tỷ lệ sinh (số trẻ trên mỗi bà mẹ): 3,49
Tỷ lệ biết đọc biết viết: 89,04%
Chỉ số phát triển con người (HDI-M): 0,758
- Chỉ số phát triển con người - Thu nhập: 0,703
- Chỉ số phát triển con người - Tuổi thọ: 0,702
- Chỉ số phát triển con người - Giáo dục: 0,870

(Nguồn: IPEADATA)

## Sông ngòi
- Sông Bracuí
- Sông Bananal

## Các xa lộ
- SP-64
- SP-68
- SP-247